# 天台薄鰍
天台薄鰍為輻鰭魚綱鯉形目沙鰍科的其中一種，為温帶淡水魚，分布於中国大陆淡水流域，為特有種，體長可達13公分，棲息在底中層水域，生活習性不明。

## 扩展阅读
維基物種上的相關：天台薄鰍